# Grand Raid 2017
Navigation
Édition précédente Édition suivante
Le Grand Raid 2017, vingt-cinquième édition du Grand Raid, a lieu du 19 au 22 octobre 2017. Il se dispute sur un parcours long de 165 km entre Saint-Pierre et Saint-Denis, avec un dénivelé cumulé de 9 700 m[réf. non conforme]. Le nombre d'inscrits très important (4 568 pour 3 175 places pour la Diagonale et la Mascareignes) a contraint les organisateurs à procéder à un tirage au sort.
Le Grand Raid 2017 est remporté par le Français Benoît Girondel chez les hommes, et Andrea Huser chez les femmes.